# Vergolden

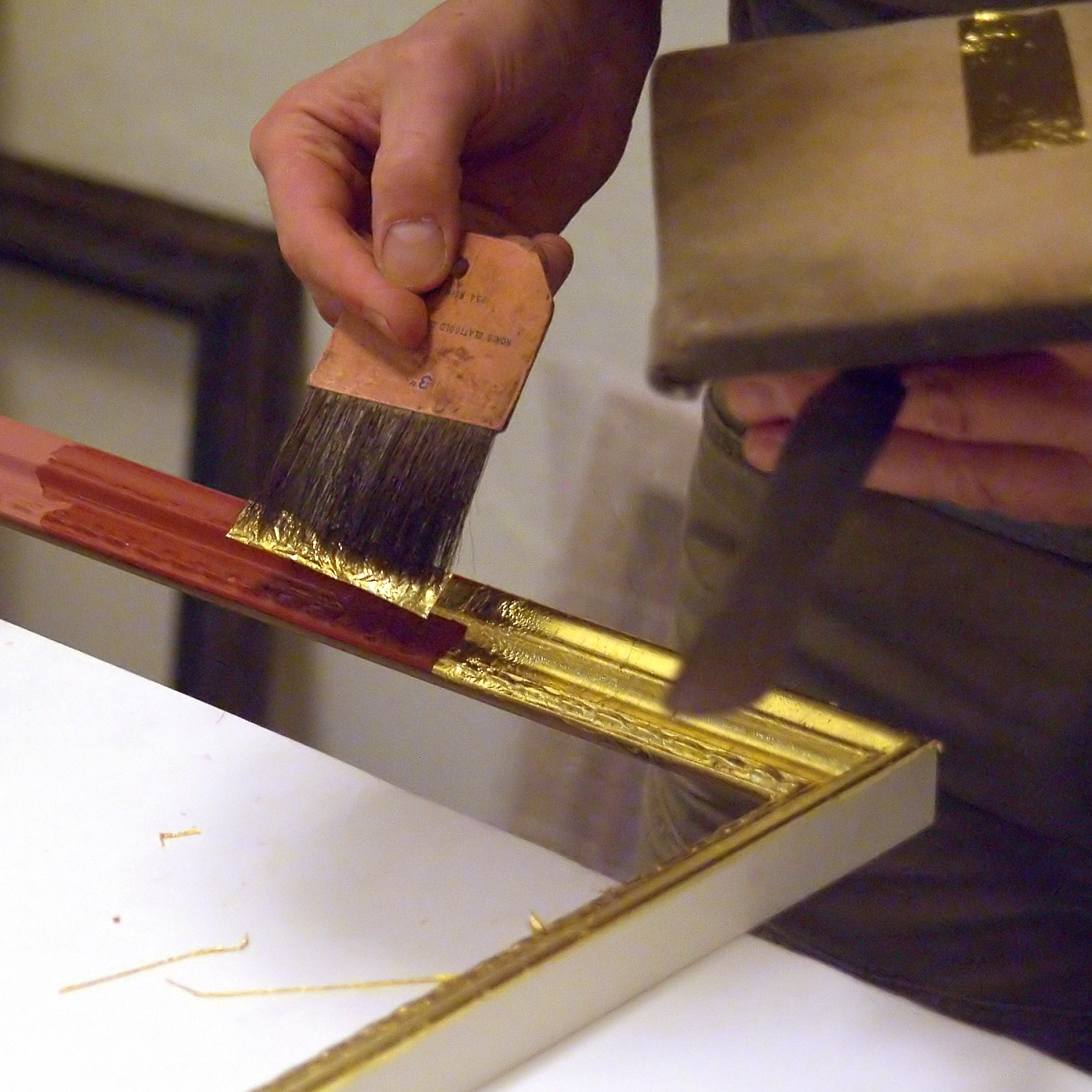
Vergoldung eines Rahmens mit Blattgold

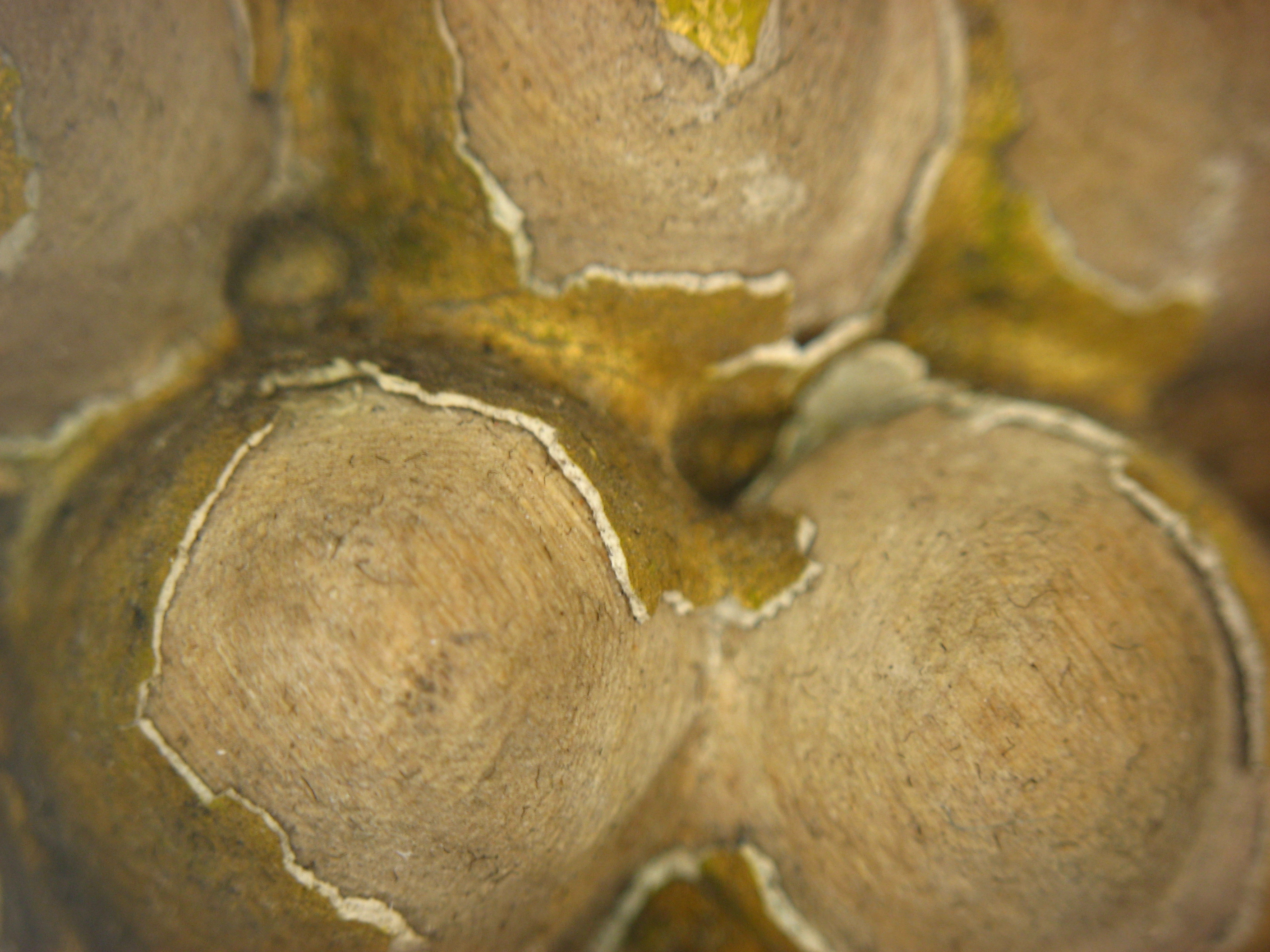
Makroaufnahme einer beschädigten Vergoldung. Die hölzernen Trauben wurden mit einem Kreidegrund versehen, der dann vergoldet wurde. Große Teile von Kreidegrund und Vergoldung sind ausgebrochen, so dass das Holz sichtbar ist.

Als Vergolden bezeichnet man das Überziehen metallischer und nichtmetallischer Gegenstände mit Gold, Goldlegierungen und anderen dekorativen Metallschichten.
Das traditionelle Handwerk des Vergolders besteht im Aufbringen von Blattmetallen auf Werkstücke, im Unterschied etwa zu deren Beschichtung mit Metalleffektpigment (Muschelgold, „Goldbronze“), die zum Handwerk des Malers gehört. Die chemischen Verfahren mit Ausnahme der Feuervergoldung entwickelten sich erst in der Neuzeit.
Gold ist nicht nur von edlem Aussehen, sondern auch eines der korrosionsbeständigsten Metalle. In reiner Form ist es für Bauteile und Alltagsgegenstände schlecht geeignet, weil es selten und teuer ist sowie von geringer Festigkeit ist. Das Überziehen leicht verfügbarer und alltagstauglicher Materialien mit einer Goldschicht wird seit der Antike geschätzt.

## Grundwerkstoffe
Die bedeutendste Gruppe von Materialien, die sich besonders gut zum Vergolden eignen, sind Metalle und Metalllegierungen, besonders Stahl, Edelstahl, Zink, Messing, Bronze, Kupfer, Silber und viele weitere. An nichtmetallischen Materialien werden etwa Porzellan, Glas, Keramik, Holz, Papier, Leder, Kunststoff und in seltenen Fällen sogar Textilien vergoldet.
Inzwischen kann man dank neuester Technik fast alle organischen und anorganischen Materialien dauerhaft vergolden. Dies geschieht durch neue Verfahren in der Galvanik.

## Funktionen

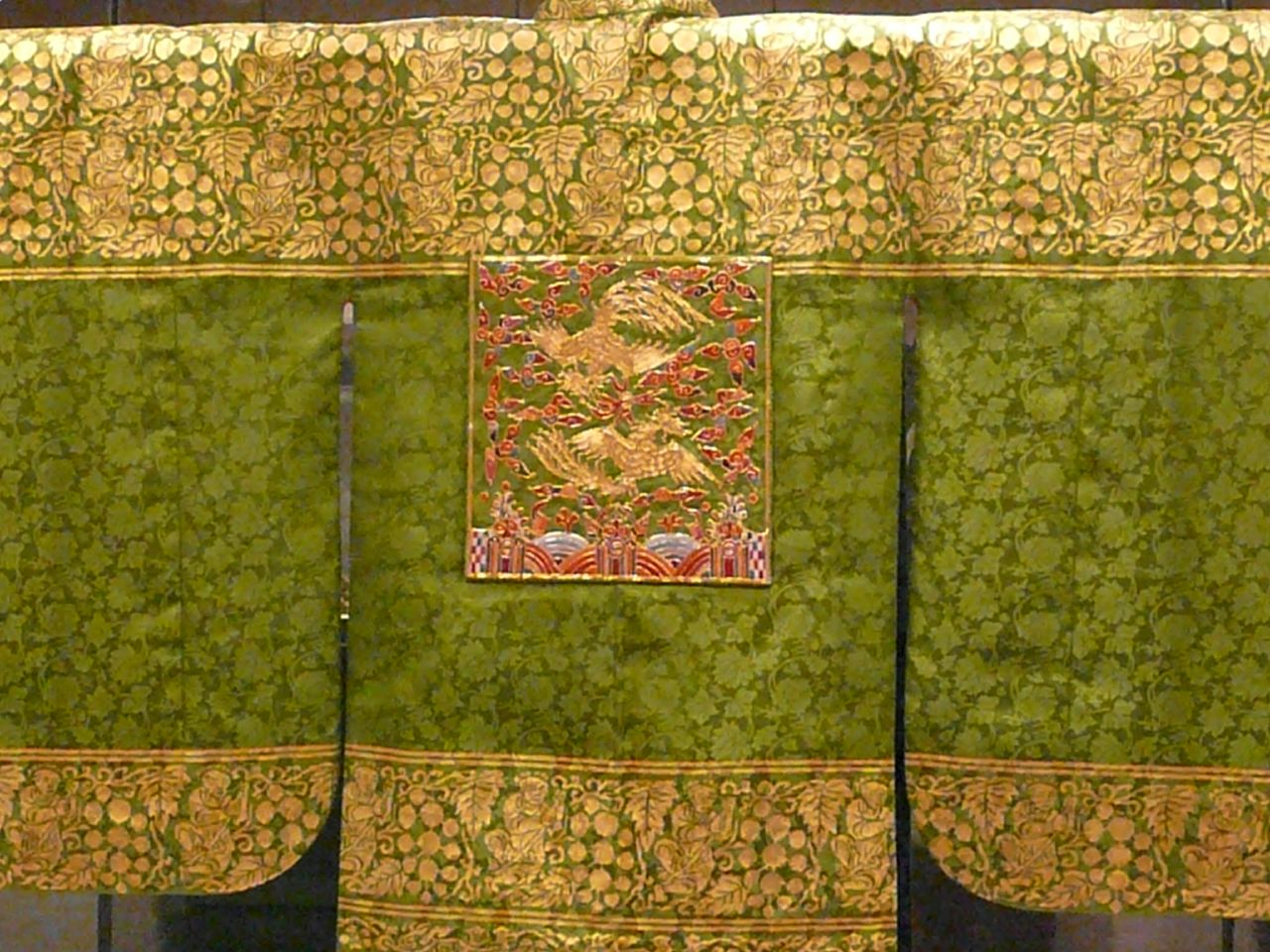
Vergoldetes Gewand aus Korea

Historisch gesehen sind die wichtigsten Funktionen von Goldschichten und -überzügen:
- Dekoratives Aussehen
- Werthaltiges und prestigeträchtiges Aussehen
- Bedeutung für Kulthandlungen und Religion
- Korrosionsbeständigkeit

In der Neuzeit kamen noch die folgenden Funktionen hinzu:
- Bei vergoldeten elektrischen Kontakten und Steckern ein kleiner Fremdschichtwiderstand
- Spezialeigenschaften für die Halbleitertechnik, zum Beispiel Bondbarkeit

## Goldüberzüge
Goldüberzüge können aus reinem Gold bestehen, in den meisten Fällen wird als Überzugswerkstoff jedoch eine für den jeweiligen Zweck geeignete Goldlegierung gewählt. Die Goldlegierungen unterscheiden sich in der Farbe: Rotgold, Gelbgold, Weißgold und Rosé. Auch grüne und blaue Farbtöne sind möglich. Die Farbtöne werden durch folgende Legierungselemente erreicht: Kupfer für Rotgold, Silber, Cadmium und Zink für Gelb- bis Weißgold, Nickel für Weißgold und Indium für Blaugold.
Wichtiger als die Farbe ist für technische Anwendungen die Härte und Verschleißbeständigkeit des Überzugs. Diese Eigenschaften werden hauptsächlich durch die Legierungselemente Eisen, Kobalt und Nickel verbessert. Einen solchen Goldüberzug nennt man Hartgold. Die Legierungselemente sollen Härte und Verschleißfestigkeit verbessern. Die eingesparte Goldmenge ist dagegen vernachlässigbar.

## Verfahren
Die zwei grundsätzlichen Techniken der Vergoldung sind die mechanische und die elektrochemische Verfahrensweise. Die mechanischen Vergoldungsarten sind die ältesten Verfahren; dabei wurde Goldblech geplättet. Man differenziert zwischen Glanz- und Mattvergoldung, Polimentvergoldung, Ölvergoldung, Mordentvergoldung und Hinterglasvergoldung. Die elektrochemischen Vergoldungen entstanden mit Ausnahme der Feuervergoldung erst viel später. Mit der Galvanotechnik erreichte die elektrochemische Vergoldung ihren Höhepunkt.

Als Vergolderei wird ein Handwerksbetrieb bezeichnet, der sich primär mit der Veredelung von Holz, Metall- oder Kunststoffoberflächen beschäftigt. 

### Blattgold

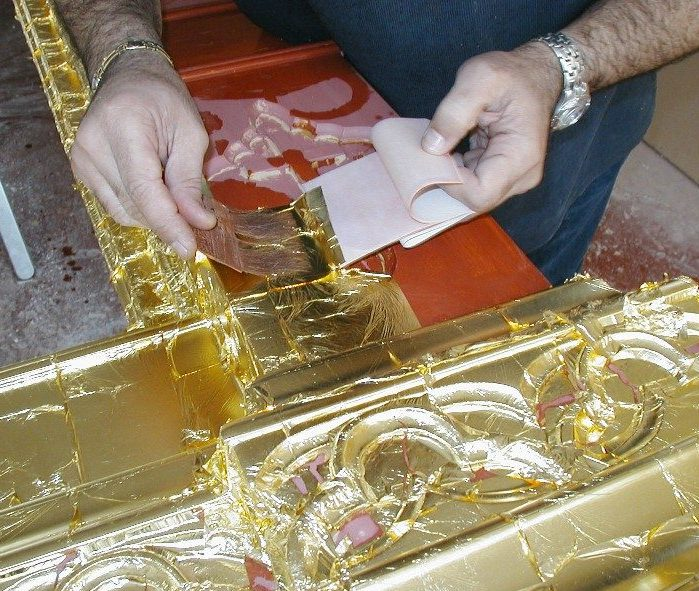
Vergoldung mit Blattgold

In der Malerei, vor allem in der Tafelmalerei, wird das Aufbringen von Blattgold auf einen Untergrund auch als Vergoldung bezeichnet. Dieser Untergrund kann unterschiedlich beschaffen sein. In der Buchmalerei kann das Gold direkt auf das Pergament oder auf einen Goldgrund aufgebracht worden sein; dieser Goldgrund findet sich bei der Tafelmalerei meistens. Es handelt sich um eine Grundierung (Polimentvergoldung), die stets aus Bolus und einem Bindemittel besteht.
In der Schmiedekunst werden seit vielen Jahrhunderten zunächst durch Schmiede, später mindestens seit der Renaissance durch spezialisierte Kunstschmiede hochwertige Arbeiten, wie Gitter, Kirchenausstattungen, Grabkreuze etc., meist durch den Meister-Kunstschmied selbst, mit Blattgold farblich akzentuiert oder auch ganzflächig vergoldet. Dabei kommt die wetterbeständige Ölvergoldung mit Mixtion bzw. Anlegeöl zum Einsatz.

### Elektrochemische Zementation
Die Zementation beruht darauf, dass beim Eintauchen von z. B. einem Kupferblech in eine Gold(III)-chloridlösung die edleren Goldionen reduziert werden und sich auf der Oberfläche des Kupfers abscheiden, wobei Kupfer zu Kupfer(II)-Ionen oxidiert wird.
{\displaystyle \mathrm {2\ Au^{3+}+3\ Cu\longrightarrow 2\ Au+3\ Cu^{2+}} }

Hierbei muss die Kupferoberfläche aber vorher gut gereinigt bzw. geätzt und die Lösung schwach alkalisch eingestellt werden. Nach der Abscheidung des Goldes in einer Schicht von einigen Mikrometern kann man die Haftung erhöhen, wenn man den Gegenstand bei Temperaturen um 700 °C erhitzt, wobei zwischen dem Kupfer und der Goldschicht eine Diffusionszone entsteht.
Das Verfahren der Zementation ist bereits aus der Metallurgie der präkolumbischen Andenkultur bekannt. Zur Herstellung der Goldchloridlösung wurden vermutlich Goldfolien in einer heißen Lösung aus Kaliumaluminiumsulfat, Kaliumnitrat und Natriumchlorid aufgelöst, was allerdings mehrere Tage in Anspruch nahm.

### Galvanische Verfahren

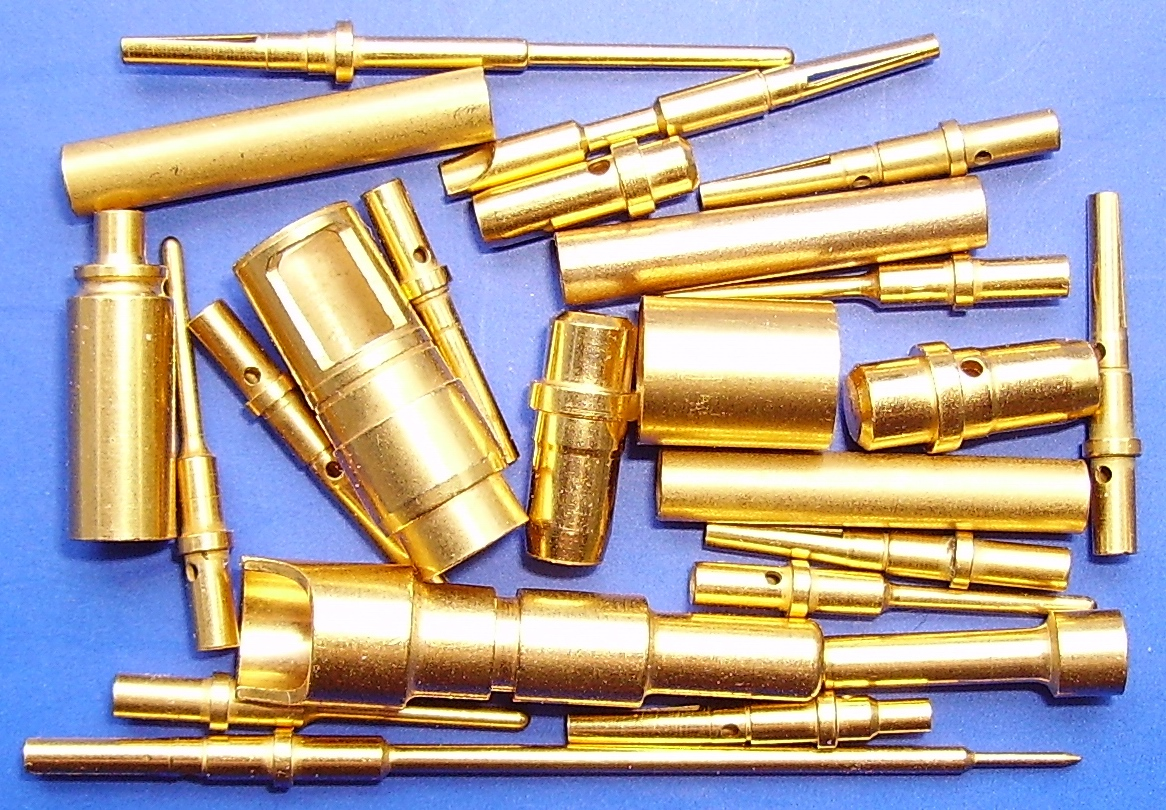
Vergoldete elektrische Kontaktstifte

Die meisten Goldüberzüge werden durch galvanotechnische Verfahren aufgebracht. Diese Methode hat viele ältere Verfahren komplett verdrängt. Die üblicherweise metallischen Gegenstände werden dabei in einen Goldelektrolyt eingetaucht und durch das Anlegen einer elektrischen Gleichspannung scheidet sich ein Goldüberzug ab. Das erste Patent zur Abscheidung von Gold aus cyanidhaltigen Bädern wurde 1840 an George Richards Elkington und Henry Elkington erteilt.
Beim galvanischen Verfahren werden Gold(I)- oder Gold(III)-Ionen meist aus cyanidischen Elektrolyten bei sauren, neutralen oder alkalischen pH-Werten durch Elektronenaufnahme kathodisch zu elementarem Gold reduziert. Durch Variation von Temperatur, Spannung bzw. Stromstärke und Elektrolysezeit lassen sich Schichtdicken von 0,1 µm bis 200 μm erzeugen. Anwendungen dieser Verfahren liegen in der Elektrotechnik zum Vergolden von elektrischen Kontakten oder bei der Oberflächenbehandlung der elektrischen Lötflächen auf Leiterplatten. In diesen Fällen dient der Goldüberzug dazu, ein Korrodieren der Kontaktoberflächen zu verhindern.

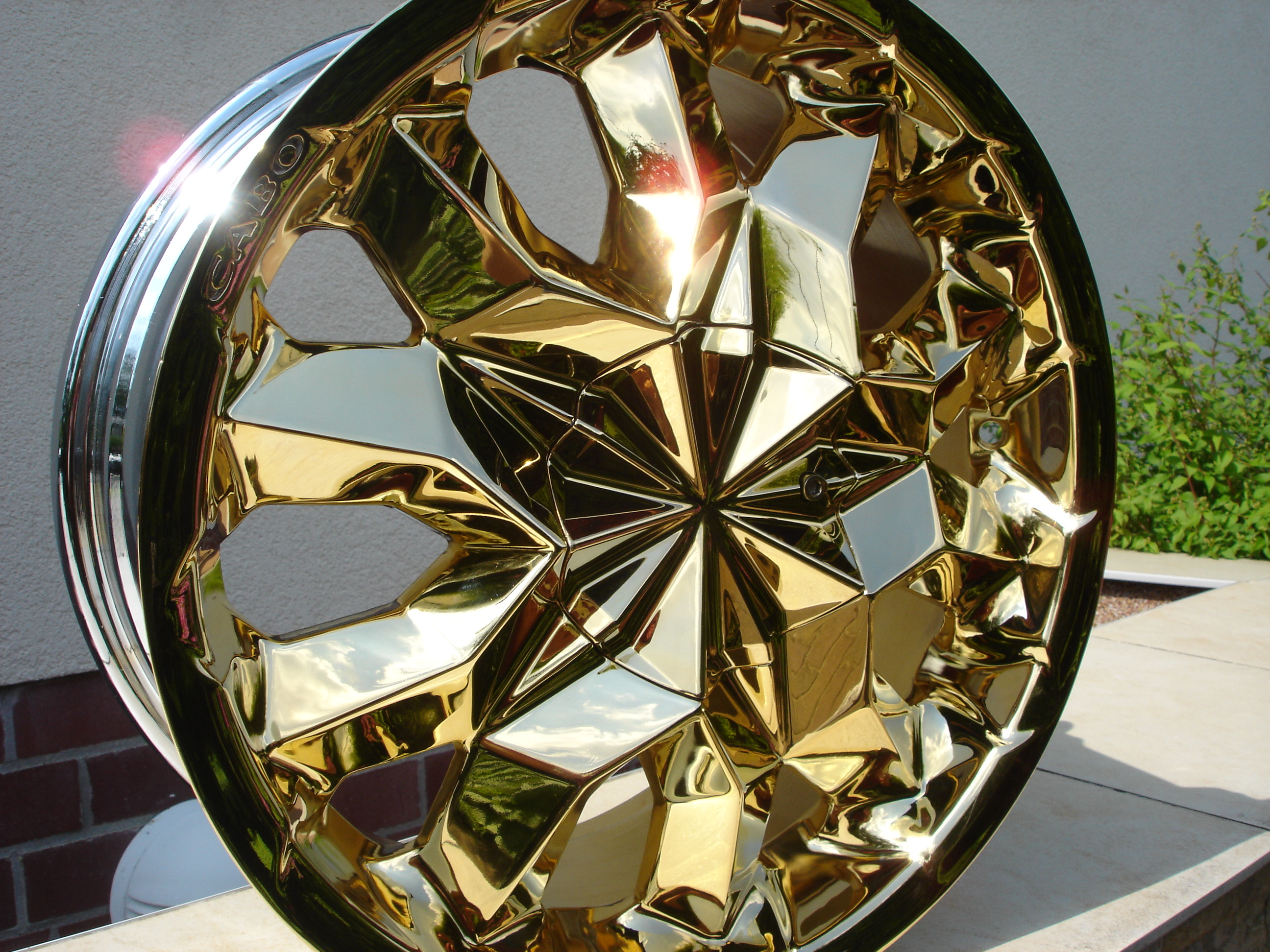
Galvanisierte Autofelge mit 999er Feingold (Tampongalvanik)

 Im Bereich  Design, Schmuck und Gerät werden galvanische Vergoldungsverfahren eingesetzt. An der Goldschmiedeschule mit Uhrmacherschule Pforzheim  ist eine  Ausbildung zum Meister der Galvanotechnik möglich.
Im Bereich der Elektronik werden vier verschiedene Arten der Vergoldung angewendet:

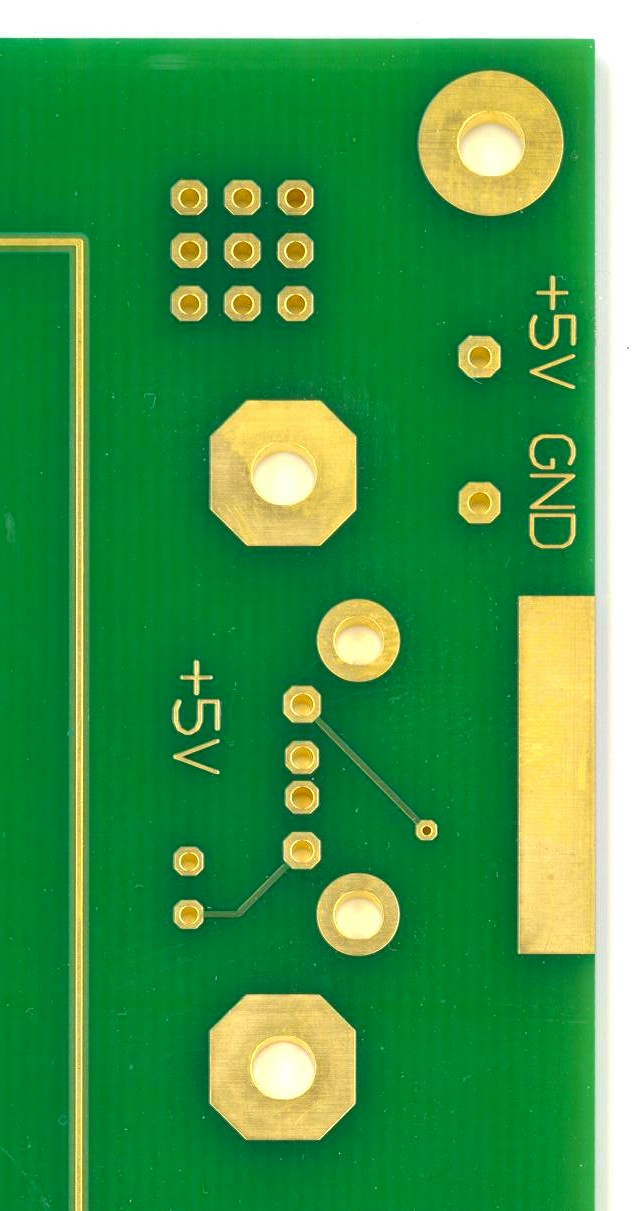
Elektrische Leiterplatte mit Weichvergoldung

- Weichvergoldung in der Halbleitertechnik. Sie dient zum Vergolden der Anschlussflächen auf Halbleiter-Chips. An diese Anschlussflächen werden die sogenannten und üblicherweise aus Gold bestehenden Bond-Drähte kontaktiert, welche die elektrische Verbindung zwischen den Halbleiter-Chip und den außen am Chipgehäuse liegen Anschlusspins darstellen. Die Härte nach Knoop der Weichgoldbeschichtung liegt im Bereich von 60–85.
- Hartvergoldung von elektrischen Kontakten. Diese weist eine Knoop-Härte von 120–300 und eine Reinheit von knapp über 99 % auf. Die restlichen Bestandteile sind geringe Mengen von Nickel oder Kobalt. Aus chemischen Gründen kann diese Form der Hartvergoldung nicht im Bereich der Halbleitertechnik zur Kontaktierung von Halbleiter-Chips eingesetzt werden.
- Hartvergoldung von elektrischen Kontakten auf Leiterplatten, wie sie bei Platinensteckern üblich sind. Die Hartvergoldung ist nötig, da die Steckkontakte der Platinenstecker einer höheren mechanischen Belastung unterliegen als andere Bereiche einer Leiterplatte.
- Weichvergoldung der Lötflächen auf elektrischen Leiterplatten. Diese Vergoldung dient dazu, die aus Kupfer bestehenden Lötflächen bei Lagerung vor Oxidation zu schützen mit dem Ziel, bei dem Lötvorgang weniger aggressive Flussmittel einsetzen zu können. Dabei sind nur die Bereiche der Leiterplatte vergoldet, welche im weiteren Fertigungsprozess elektronische Bauelemente kontaktieren, der restliche Teil der Leiterplatte ist durch einen passiven Lötstopplack abgedeckt. Durch die Bestückung der Leiterplatte mit elektrischen Bauelementen und dem anschließenden Lötvorgang geht die Goldschicht in Lösung mit dem Lötzinn und verliert ihre Bedeutung.

Bei der Vergoldung können nur bestimmte Basismaterialien vergoldet werden. Beispielsweise lässt sich das in der Elektrotechnik wegen der guten elektrischen Leitfähigkeit verwendete Kupfer nicht dauerhaft direkt vergolden, da Kupfer die Tendenz hat, durch die dünne Goldschicht zu diffundieren, sich an der Goldoberfläche anzulagern und dort zu oxidieren. Abhilfe schaffen mehrlagige galvanotechnische Verfahren, in denen zunächst auf den Kupferträger eine dünne Schicht aus Nickel galvanisch aufgebracht wird und erst die Nickelschicht anschließend vergoldet wird. Durch die zusätzliche Nickelschicht im Außenbereich kommt es allerdings zu schlechteren Hochfrequenzeigenschaften der Leitung infolge des Skin-Effektes.
Das in der Elektrotechnik neben Kupfer häufige Leitermaterial Aluminium neigt bei Kontakt mit Gold, beispielsweise bei vergoldeten Schaltkontakten, zur Bildung der unerwünschten intermetallischen Verbindung AuAl2, welche wegen ihrer typischen Farbe purpur auch als Purpurpest bezeichnet wird.

### Keramische Aufbrennvergoldung
Durch speziell präparierte Lösungen von Goldsalzen und Haftvermittlern wie Rhodium(III)-oxid lässt sich ein metallischer Goldauftrag auf Glas und Keramik erreichen. Je nach den Parametern erscheint das Metall in matt oder glänzend nach dem Brand. Das Verfahren wird in der Dentalpräparation, aber auch zum Vergolden von Keramik und Gläsern eingesetzt.
Zum Vergolden von Porzellan benutzt man entweder aus Gold(III)-chlorid durch Oxalsäure oder Eisen(II)-sulfat gefälltes und mit basischem Bismut(III)-nitrat als Flussmittel gemischtes Gold; es muss nach dem Aufbrennen poliert werden und heißt deswegen Poliergold. Solche Gegenstände dürfen nicht in Mikrowellenöfen verwendet werden, da die Goldbeschichtung beschädigt wird.
Die Glanzvergoldung (auch Glanzölvergoldung und Meißener Vergoldung) liefert dagegen direkt eine glänzende Fläche. Sie wird durch Einbrennen einer Lösung von Schwefelgold oder Knallgold in Schwefelbalsam erhalten, ist aber viel weniger haltbar; sie wird schon, wenn man sie einige Male gegen das Haupthaar führt, wie von einer feinen Feile weggenommen.

### Walzvergoldung
Die Goldplattierung (Doublé) beruht auf mechanischer Vereinigung von fremdem Metall und Goldblech durch starken Druck. Das Verfahren wird zur Halbzeugherstellung, woraus preiswerter Goldschmuck gefertigt wird, angewendet. Die gewalzte Goldauflage ist unlösbar und sehr dauerhaft. Ein Nachteil der Walzvergoldung besteht darin, dass die Gegenstände nicht allseitig bedeckt werden. Walzgolddoublé bestimmter Stärke ist auch ein Qualitätskennzeichen.

### Aufdampfen in Vakuum
In einem PVD- oder CVD-Prozess wird das Metall als Golddampf auf das zu beschichtende Werkstück niedergeschlagen. Kunststoffe wie CDs und andere empfindliche Materialien lassen sich dadurch mit Gold beschichten.

### Anreibevergoldung
Diese Gruppe von Verfahren ist eher als historisch zu betrachten und wurde weitgehend durch die galvanotechnischen Verfahren verdrängt. Speziell alle Verfahren, die mit Quecksilber oder mit Amalgam arbeiten, sind sehr gesundheitsschädlich und stellen eine große Umweltbelastung dar.
Rote Vergoldung erzeugt man durch Eintauchen des heißen Stückes in Glühwachs, grüne mit silberhaltigem Goldamalgam. Zum Mattieren der vergoldeten Gegenstände erhitzt man sie mit einem geschmolzenen Gemisch von Salpeter, Alaun und Kochsalz, das Chlor entwickelt und Gold löst. Um Nachteile der Feuervergoldung zu vermeiden, überzieht man die Gegenstände auch galvanoplastisch mit Quecksilber, dann reichlich mit Gold und wieder mit Quecksilber und raucht ab. Kupfer verbraucht dabei mehr Gold als Tombak, und auf Silber erscheint die Vergoldung wenig lebhaft. Vergoldetes Silber heißt Vermeil.
Eisen und Stahl amalgamiert man durch Kochen mit Quecksilber, Zink, Eisen(II)-sulfat, Wasser und Salzsäure und behandelt sie dann wie Tombak. Bei der kalten Vergoldung auf Kupfer, Messing, Neusilber und Silber wird Goldzunder (mit Gold(III)-chlorid getränkte und verbrannte Leinwand) mittels des Fingers oder eines in Salzwasser getauchten, etwas verkohlten Korks auf das blanke Metall eingerieben und mit Blutstein poliert. Sie ist viel weniger dauerhaft als die Feuervergoldung auf Silber, aber schöner als diese und wird deshalb häufig auf sehr schwache Feuervergoldung gesetzt. Bei der nassen Vergoldung werden Kupfer, Messing, Tombak, Neusilber, verkupferter Stahl, Weißblech in verdünnte Goldchloridlösung oder in eine kochende Mischung von solcher mit Kaliumcarbonat getaucht, dann gespült, getrocknet und poliert. Man erhält aber immer nur leichte Vergoldungen.
Zu grüner Vergoldung setzt man dem Gold(III)-chlorid Silbernitrat zu. Zum nassen Vergolden von Silber (auch: griechische Vergoldung) taucht man es in eine Lösung von Quecksilber(II)-chlorid und Gold in Salpetersäure. Eisen und Stahl verkupfert man zunächst oder taucht sie nach dem Ätzen mit Salpetersäure in etherische Gold(III)-chloridlösung. Diese durch wiederholtes Eintauchen zu verstärkende Vergoldung haftet noch fester auf mit Salpetersäure matt geätztem Stahl. Dauerhaft ist die Ethervergoldung niemals. Man verkupfert deshalb Eisen und Stahl und benutzt dann die heiße Lösung mit Kaliumcarbonat. Man verbindet auch den Stahl mittels eines Drahts mit Zink und taucht ihn mit diesem in eine Lösung von Goldcyanid in Kaliumcyanid (Zyankali) und Kaliumthiocyanat.

### Feuervergoldung

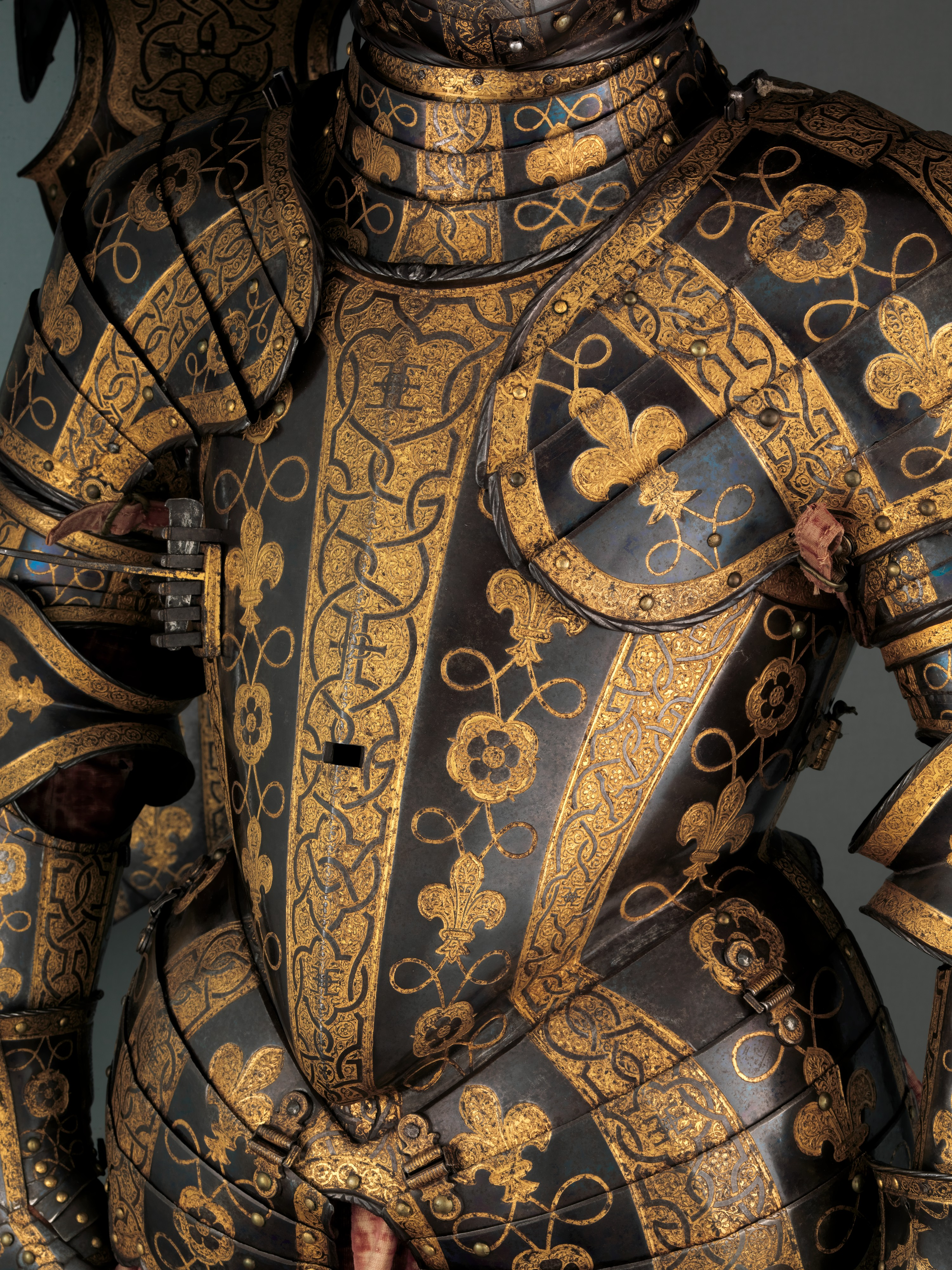
Beispiel von Feuervergoldung auf der Rüstungsgarnitur von George Clifford, 3. Earl of Cumberland

Dieses sehr alte Verfahren wurde bereits von den Ägyptern verwendet. Es hat trotz der Namensanalogie nur sehr wenig Gemeinsamkeiten mit dem Feuerverzinken.
Bei der Feuervergoldung wird ein Metallgegenstand, meist Stahl, Buntemetalle oder Silber, mit Goldamalgam bedeckt und anschließend erwärmt.
Das Quecksilber aus dem Amalgam verdampft und das reine Gold bleibt übrig. Anschließend kann die Fläche mit Blutstein, auch Hämatit, poliert werden.
Für die Anwendung dieses Verfahrens sind strenge Auflagen nach dem Emissions- sowie Arbeitsschutzgesetz zu erfüllen.

## Gold filled
Gold filled bezeichnet ein Verfahren, bei dem eine äußere Schicht echtes (= massives) Gold mit einem Metallkern aus Messing, Kupfer oder auch Silber verbunden wird. Das Gold wird in einem speziellen Verfahren aufgewalzt und bei Schweißtemperatur dauerhaft mit dem Trägermetall verbunden.

### Andere Verfahren
Als französisches Vergolden bezeichnet man das Behandeln von Messing mit Lüstersud.